# Liste der Studentenverbindungen in Innsbruck
Die Liste der Studentenverbindungen in Innsbruck verzeichnet die aktiven, suspendierten und erloschenen Studentenverbindungen in Innsbruck, welche unterschiedlichen Korporationsverbänden angehören oder verbandsfrei sind. Die Hochschulverbindungen sind an der Universität Innsbruck ansässig.
Bei einer Einwohnerzahl von etwa 130.000 Menschen gibt es hier mehr als 35.000 Studenten an derzeit sieben Hochschulen. Hinzu kommt, dass sich in Österreich auch Schülerverbindungen zumeist selbst als Studentenverbindungen bezeichnen. Dies führte zur Gründung der vergleichsweise großen Zahl von mehr als 50 Korporationen, die ihrerseits in verschiedenen Formen miteinander vernetzt sind.

## Aktive Verbindungen

### Hochschulverbindungen
Die Sortierung erfolgt nach Gründungsdatum.
|  |
|  |
|  |
|  |
|  |

|  |
|  |
|  |
|  |
|  |

|  |
|  |
|  |
|  |
|  |

|  |
|  |
|  |
|  |
|  |

|  |
|  |
|  |
|  |
|  |

|  |
|  |
|  |
|  |
|  |

|  |
|  |
|  |
|  |
|  |

|  |
|  |
|  |
|  |
|  |
|  |
|  |

|  |
|  |
|  |
|  |
|  |

|  |
|  |
|  |

|  |
|  |
|  |

|  |
|  |
|  |
|  |
|  |

|  |
|  |
|  |
|  |
|  |

|  |
|  |
|  |
|  |
|  |

|  |
|  |
|  |
|  |
|  |
|  |

|  |
|  |
|  |
|  |
|  |

|  |
|  |
|  |
|  |
|  |

|  |
|  |
|  |
|  |
|  |
|  |

|  |
|  |
|  |
|  |
|  |

|  |
|  |
|  |
|  |
|  |

|  |
|  |
|  |
|  |
|  |

|  |
|  |
|  |

|  |
|  |
|  |
|  |

|  |
|  |
|  |
|  |
|  |
|  |

### Schülerverbindungen
Die Sortierung erfolgt nach Gründungsdatum.
|  |
|  |
|  |
|  |
|  |

|  |
|  |
|  |
|  |
|  |

|  |
|  |
|  |
|  |
|  |

|  |
|  |
|  |

|  |
|  |
|  |
|  |
|  |

|  |
|  |
|  |
|  |
|  |

|  |
|  |
|  |
|  |
|  |

|  |
|  |
|  |
|  |
|  |

|  |
|  |
|  |

## Inaktive, erloschene und abgewanderte Verbindungen

### Hochschulverbindungen
Die Sortierung erfolgt nach Gründungsdatum.
|  |
|  |
|  |

|  |
|  |
|  |

|  |
|  |
|  |
|  |
|  |

|  |
|  |
|  |
|  |
|  |

|  |
|  |
|  |
|  |
|  |

|  |
|  |
|  |
|  |
|  |

|  |
|  |
|  |

|  |
|  |
|  |
|  |
|  |

|  |
|  |
|  |
|  |
|  |

|  |
|  |
|  |
|  |
|  |

|  |
|  |
|  |

|  |
|  |
|  |
|  |
|  |
|  |

|  |
|  |
|  |

|  |
|  |
|  |

### Schülerverbindungen
Die Sortierung erfolgt nach Gründungsdatum.
|  |
|  |
|  |
|  |
|  |

|  |
|  |
|  |

|  |
|  |
|  |
|  |
|  |

|  |
|  |
|  |

|  |
|  |
|  |

|  |
|  |
|  |

## Örtliche Zusammenschlüsse

### Innsbrucker Seniorenconvent

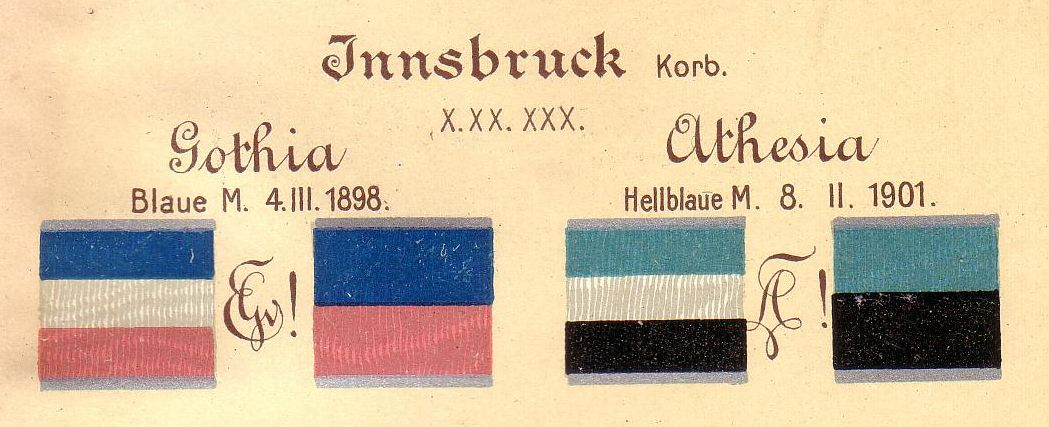
Der erste österreichische SC im KSCV

Die Corps Rhaetia, Athesia und Chinesia gründeten 1862 den Senioren-Convent (SC) zu Innsbruck. Dem Kösener Senioren-Convents-Verband (KSCV) traten Gothia 1898 und der SC 1902 bei. Rhaetia wanderte 2002 nach Augsburg ab, wo sie seitdem ihren eigenen SC zu Augsburg bildet. In Mensurangelegenheiten ist sie jedoch dem Münchner Senioren-Convent angegliedert. Dem Innsbrucker SC gehören somit noch folgende Corps an:
- Corps Athesia
- Corps Gothia

### Innsbrucker Waffenring
Der Innsbrucker Waffenring ist eine Arbeitsgemeinschaft aller schlagenden Verbindungen der Innsbrucker Hochschulen. Für die Mitglieder gilt ein eigener Fecht-Comment.

### Innsbrucker Cartellverband
Der Innsbrucker Cartellverband (ICV) ist ein Zusammenschluss der sechs Verbindungen, die Mitglied des Cartellverbandes der Katholischen Österreichischen Studentenverbindungen (ÖCV) sind. Dem ICV gehören die folgenden Verbindungen an:
- AV Austria (AIn)
- KÖHV Leopoldina (Le)
- AV Raeto-Bavaria (R-B)
- KAV Rheno-Danubia (R-D)
- AV Vindelicia (Vi)
- KÖHV Alpinia (AlIn)

Insgesamt haben diese Verbindungen mehr als 2350 Mitglieder.
Jeweils eine dieser Verbindungen führt für ein Studienjahr den Vorsitz, den Vorsitzenden nennt man ICV-Präsident. Dieser trägt als äußeres Zeichen die Bänder der Mitgliedsverbindungen gekreuzt zu seinem Burschenband. Der ICV hat insbesondere eine "einheitliche Vertretung gemeinsamer Belange gegenüber den Universitätsbehörden, sowie den studentischen und akademischen Körperschaften und Verbänden", "die Verhütung und Regelung von Vorkommnissen, die das Zusammenarbeiten der Verbindungen erschweren oder das Ansehen des ÖCV schädigen", "die Vorbereitung und Durchführung GEMEINSAMER religiöser, wissenschaftlicher, sportlicher und gesellschaftlicher Veranstaltungen" sowie "die Kontaktnahme und Zusammenarbeit mit befreundeten nahestehenden Verbänden und Organisationen" zur Aufgabe. Beschlüsse werden am  ICV-Seniorenconvent gefasst, bei dem je ein bevollmächtigter Vertreter pro Mitgliedsverbindung Stimmrecht hat. Bei gemeinsamen Veranstaltungen und zu Representationszwecken chargiert das Präsidium des ICV mit eigener Standarte.
Mit folgenden Verbindungen hat dieser Zusammenschluss ein freundschaftliches Verhältnis (Freundschaftsabkommen):
- AV Helvetia Oenipontana (HOe) im Schweizerischen Studentenverein
- AV Claudiana (Cld)
- AKV Tirolia im ÖKV
- AV Aurora Innsbruck

### CV.tirol/Altherrenlandesbund Tirol (AHLB Tirol)
Die nicht mehr studierenden Mitglieder der Korporationen des ÖCV und des CV, die in einem österreichischen Bundesland leben, sind automatisch Mitglied des jeweiligen Altherrenlandesbundes. Seit 2017 tritt der AHLB Tirol nach außen unter der Bezeichnung CV.tirol auf.
Der CV.tirol wählt seinen Vorstand alle zwei Jahre im Frühjahr und hat seinen Sitz in Innsbruck. Im erweiterten Vorstand sind die Philisterseniores (Vorsitzende der Alten Herren) der Tiroler ÖCV-Verbindungen sowie die Vorsitzenden der einzelnen Zirkel vertreten. Zurzeit vertritt der CV.tirol knapp 850 Personen.

### Innsbrucker Dreiverbändeabkommen
Am 10. Februar 1963 haben der Cartellverband der katholischen deutschen Studentenverbindungen (CV) und der Cartellverband der Katholischen Österreichischen Studentenverbindungen (ÖCV) gemeinsam mit dem Schweizerischen Studentenverein (SchwStV) das Innsbrucker Dreiverbändeabkommen geschlossen. Das Abkommen regelt das besondere Naheverhältnis dieser drei Verbände.

### Tiroler Mittelschülerverband (TMV)
Der Tiroler Landesverband im Mittelschüler-Kartell-Verband (MKV) hat seinen Sitz in Innsbruck. Der TMV wurde 1926 gegründet und ist damit einige Jahre älter als der MKV. Ihm gehören 20 Schülerverbindungen an (Liste der TMV-Verbindungen). Die verbandsfreie Schülerinnenverbindung ChÖMMV Veldidena Innsbruck hat mit dem TMV ein Freundschaftsabkommen.